# Cities in Motion 2
Cities in Motion 2 (укр. Міста у русі 2) — економічний симулятор, що розроблений Colossal Order і опублікований Paradox Interactive, який є продовженням популярної гри-симулятора громадського транспорту Cities in Motion. Як і попереднику, мета гри — створити ефективні системи громадського транспорту в різних великих містах світу. У цьому виданні є кілька нових функцій, які розробники запровадили на основі відгуків спільноти про попередню гру, включаючи цикли день і ніч, години пік і можливість створювати розклади. Доповнення також включають динамічні міста, де рішення гравців мають помітний вплив на зростання міста, а також включення багатокористувацьких режимів.

## Ігровий процес
Ігровий процес гри Cities in Motion 2 схожий на геймплей попередньої гри Cities in Motion. У депо може бути знайдено максимальну кількість транспортних засобів, перш ніж другому транспортному засобу доведеться чекати в черговий раз, поки інший транспортний засіб не покине депо і не звільнить місце для нього. В одному депо можна зберігати більше транспортних засобів, а транспортні засоби можуть вміщувати більше людей і бути дешевше завдяки використанню набору правил, який можна створити або змінити у внутрішньоігровому редакторі правил.
У грі є широкий сценарій із безліччю місій, які охоплюють усі ігрові карти, а користувацькі сценарії можна створювати або змінювати за допомогою внутрішнього редактора сценаріїв.

## Системні вимоги
Мінімальні:
- ОС: Microsoft Windows XP/Vista/7/8
- Процесор: 2 GHz Dual Core
- Оперативна пам'ять: 3 ГБ
- Відеокарта: NVIDIA GeForce 8800, 512 МБ ОП або ATI Radeon HD 3850, 512 МБ ОП
- DirectX®: 9.0
- Жорсткий диск: 2 ГБ

Рекомендовані:
- ОС: Microsoft Windows 7/8
- Процесор: 3 GHz Dual Core
- Оперативна пам'ять: 4 ГБ
- Відеокарта: NVIDIA GeForce GTX460, 1 ГБ ОП або AMD Radeon HD 6850, 1 ГБ ОП
- DirectX®: 9.0
- Жорсткий диск: 2 ГБ

## Рецензії
| Агрегатор    | Оцінка |
| ------------ | ------ |
| GameRankings | 74.43% |
| Metacritic   | 72/100 |

| Видання     | Оцінка |
| ----------- | ------ |
| Destructoid | 6.5/10 |
| IGN         | 7.5/10 |

Cites in Motion 2 отримав неоднозначні відгуки. Вона отримала оцінку Metacritic 72 % (на основі 15 рецензій), причому багато критиків називали двома найбільшими проблемами — відсутність плавного інтерфейсу гри та круту криву навчання.